# Корейска народна армия
Корейската народна армия (КНА) е името на въоръжените сили на Северна Корея.
КНА включва Сухопътни, Военноморски, Военновъздушни сили и Работническо-селска червена гвардия. Стратегическите ракетни сили са организирани като „Бюро за артилерийска навигация“. Върховен главнокомандващ е Ким Чен Ун.
Севернокорейската армия е най-голямата военна структура в света с общо 9 495 000 военнослужещи – 1 106 000 редовни, 8 200 000 резервисти и 189 000 души в полувоенни формирования. Близо 20% от мъжкото население на възраст 17 – 54 години е част от редовните въоръжени сили.
Корейската народна армия е основана на 8 февруари 1948 година. Тогава тя е била съставена от антияпонски бунтовници и китайски партизани, както и корейски войници, служили в Червената армияи корейци войници служещеи в монголската народно революционна армия през Втората световна война.

## История

### Организационна история
Севернокорейската историография сочи 25 април 1932 за начало на Корейската народна армия. На тази дата Ким Ир Сен основава Антияпонска партизанска армия (АПА, Хан ил югьоте). По-късно тя е преименувана на Корейска народнореволюционна армия (Чхосън инмин хьонгьонгън) и се присъединява към Североизточната антияпонска обединена армия на Китайската комунистическа партия през 1936. Обединената армия претърпява поражение през 1941 и много от корейските бойци се отправят към руския Далечен изток, където се включват в 88-а специална бригада на Червената армия.
През 1936 г. част от корейските бунтовници на Ким Ир Сен емигрират в Монголия където се създава батальон „Корейски революционни бойци“ в състава на монголската народно революционна армия и през 1939 г. участват в битката при Халхин Гол в която съветските и монголските войски побеждават японците. След поражението на Обединената армия през 1941 г. част от корейците се добират до границата с Монголия и се включват в батальона „Корейски революционни бойци“ на монголската народнореволюционна армия.
Междувременно през 1939 в Янан, Китай, е създадена Корейската доброволческа армия (КДА), оглавявана от Ким Ту-бон и Му Чон. Последният е виден член на Китайската комунистическа партия и участник в Дългия поход (1934 – 35). След основаването ѝ в града е създадено и училище за политически и военни ръководители, които трябва да управляват бъдещата корейска държава. До 1945 КДА наброява 1000 души, предимно корейци-дезертьори от Японската имперска армия. След като Япония е победена, КДА и китайската Червена армия се отправят към Манджурия, за да наберат още корейски войници и да се завърнат на Корейския полуостров. До септември 1945 числеността на КДА достига 2500 души. След пристигането на съветските войски тя е разформирована и преобразувана в охранителна част на съветския щаб на Корейския полуостров. Още по време на войната Ким Ир Сен е впечтлен от победата на Монголската народна революция 1921 г. и след няколко разговора с монголския пръв ръководител Хорлоогийн Чойбалсан по време на посещение в Монголия е уверен че подобна революция ще избухне и в Корея, като Ким Ир Сен започва да гледа на Чойбалсан като на свой кумир.
През октомври 1945 със съветска и монголска помощ в Пхенян е основана военна академия, която започва обучението на кадри за народни гвардии и други доброволчески формирования. През 1946 първият випуск от кадри се влива в полицейски отряди за обществена сигурност, в които се включват кто партизаните на Ким Ир Сен, така и ветераните от Китай. След разширяването на силите за сигурност и полицейските отряди, техните формирования са реорганизирани в Генерален щаб на Корейската народна армия. Полуредовните войски се превръщат в редовни и са снабдени със съветски униформи, оборудване и символи. Скоро след това се сформира и Департаментът за държавна сигурност. Преди началото на Корейската война СССР снабдява КНА с модерни танкове, артилерия, леко стрелково оръжие и камиони. Към 1948 тя наброява 60 000 души, разпределени в четири пехотни дивизии и танков батальон, подкрепени от 40 000 души гранична войска. Между съветското изтегляне през 1948 и началото на войната през 1950, КНА се разраства до 160 000 души в 10 пехотни дивизии, танкова дивизия, въздушна дивизия, мотострелкови полк, с подкрепа от 40 000 души гранична войска и 60 000 етнически корейски доброволци от Китай.

### Военни операции

#### Корейска война
Корейската война (наричана в КНДР Война за освобождение на отечеството) започва през 1950, когато Северна Корея напада Южна. Корейската народна армия към момента вече наброява между 150 и 200 000 души, чието въоръжение включва 274 танка танка Т-34-85, 150 изтребителя „Яковлев“, 110 щурмовика, 200 единици артилерия, 78 учебни самолета „Яковлев“ и 35 разузнавателни самолети. В допълнение като резерв на територията на КНДР остават 30 000 души със 192 изтребителя и бомбардировача и 105 танка. КНА бележи светкавични победи срещу зле въоръжената и обучена южнокорейска армия – южният режим и войската му рухват в рамките на няколко дни. Стига се дотам, че южнокорейски войници масово бягат на юг или дезертират и се присъединяват към севернокорейската армия. По пътя си КНА арестува и екзекутира членове на южнокорейския държавен апарат, както и интелектуалци.
В началото на юли на помощ на Южна Корея пристигат първите войски на ООН (предимно американски). Малко преди това КНА е загубила много от самолетите си от американски бомбардировки, но нанася поражения на американските войски в сраженията при Осан, Пьонтек и Чонан. В битката при Чочиуън американските войски дават 665 жертви, включително 228 убити, а 90% от оборудването на американския батальон е пленено. До август 1950 американската 24-та пехотна дивизия дава 3602-ма убити и ранени и 2962-ма пленени, сред които и командващият дивизията генерал-майор Уилиам Дийн. Първото сериозно поражение на КНА идва при битката за Пусенския периметър. Севернокорейците дават 50 – 60 000 убити; южнокорейските жертви са 40 000, убити са 4599 американски войници, ранените са 12 058. Продължителните бомбардировки на американската авиация разрушават основни снабдителни линии, вследствие на което севернокорейците в южната част на полуострова остават без провизии. ООН организира морски десант край Инчхън в средата на септември, удряйки севернокорейската войска по най-слабите ѝ флангове и нанасяйки ѝ дълбоко тилово поражение.
Едва 30 000 севернокорейски войници успяват да се оттеглят на север, за да се включат в битката за Сеул, който в крайна сметка пада в ръцете на ООН, заедно с голяма част от Северна Корея. В края на 1950 Китай се включва на страната на КНДР, и КНА остава с второстепенна роля до края на войната.

#### От Студената война до наши дни
От 1953 до днес Корейската народна армия се включва в редица конфликти по света, и провежда операции с ниска интензивност срещу Южна Корея.
Между 1966 и 1969 се разразява т.нар. „Втора Корейска война“, по време на която севернокорейски специални части провеждат няколко неуспешни операции срещу Юга. Напрежението ескалира най-много през 1968, когато след период на взаимни провокации около Демилитаризираната зона Северна Корея провежда няколко последователни специални операции. Първата е Щурмът на Синия дом, седалището на южнокорейския президент Пак Чжън-хи. През януари отряд от севернокорейски командоси правят опит да нападнат резиденцията и да убият Пак, но се провалят, в резултат на което 29 от 31 командоси са убити, един се самоубива, последният успява да избяга обратно в КНДР. В престрелките са убити двайсетина цивилни, ранени са над 60 южнокорейски войници, убити са 30 войници и полицаи, включително четирима американски военни. Малко след това севернокорейските военноморски сили пленяват американския разузнавателен кораб USS Pueblo (AGER-2). Другият значим опит за проникване в Южна Корея е осъществен през октомври същата година – 120 командоси са разпръснати на осем различни места с цел да подготвят партизански лагери в планините. До декември южнокорейската армия успява да убие 110 от командосите и да плени седем от тях, докато южнокорейските жертви наброяват 40 убити военни и 23 цивилни. През 1969 Корейските народни военновъздушни сили свалят два летателни апарата на американсите ВВС – разузнавателен самолет EC-121 Warning Star и вертолет Hiller OH-23 Raven. Целият екипаж от 31 души на самолета загива, тримата души от вертолета са пленени и предадени на гарнизона в Южна Корея.
Отвъд полуострова КНА участва в няколко конфликти на страната на социалистически страни. До 200 пилоти от КНВВС се включват във Виетнамската война на страната на Северен Виетнам и свалят няколко американски самолета и вертолета. Два зенитно-артилерийски полка също са изпратени и се сражават във Виетнам. Севернокорейски танкисти управляват либийски танкове по време на Либийско-египетската война през 1977, и се включват на страната на НДОА-ПТ в Анголската гражданска война. Според египетски източници, севернокорейски изтребители МиГ-21 са подкрепили Египет по време на Войната Йом Кипур, без да свалят врагове или да претърпят загуби.
В школите на КНА са били обучени общо над 5000 чужди бойци от 62 страни. Общо над 7000 инструктори от КНА са изпратени в 47 държави, обучавайки членове на десетки революционни, бунтовнически и терористични групировки. Севернокорейски офицери и военни са обучавали Иранската Революционна гвардия, Фронт Полисарио, Организацията за освобождение на Палестина и Тайландската комунистическа партия. Печално известната Зимбабвийска 5-а бригада получава първоначалното си обучение от севернокорейски военни. През 2004 КНА обучава Хизбула в методи за водене на партизанска война. Севернокорейски военни съветници и офицери се включват в гражданската война в Сирия, където инструктират сирийската армия в употребата на артилерия и подготовката на военни операции край Халеб. По непотвърдени данни 15 севернокорейски пилоти управляват и бойни вертолети на страната на сирийското правителство.
В по-ново време КНА е обвинявана в заглушаване на GPS-сателити, потапянето на южнокорейската корвета „Чхонан“ през 2010 и артилерийския обстрел на Йонпхьон по-късно същата година. През 2010 и 2012 севернокорейски хакери организират атаки срещу Южна Корея, които блокират бази данни на правителството, медии и банки. Близо 6000 хакери служат в Бюро 121, което е част от КНА и се занимава с подривни и разузнавателни кибероперации. Според американското разузнаване, Бюро 121 осъществява вероятно най-голямото в историята кибернападение срещу компания с хакването на Сони Пикчърс Ентъртейнмънт през 2014 година, при което са разбити личните данни на 47 000 служители на компанията, лични имейли и непрожектирани филми.

## Структура
Командването на въоръжените сили е поделено между два органа – Централната военна комисия (ЦВК) на Корейската работническа партия, която осъществява политическото ръководство на армията, и Държавната комисия по отбрана (ДКО), която командва силите и осъществява административен контрол. ЦВК изработва политиката в областта на отбраната и налага приоритети във въоръжаването, съгласувайки се с подопечните ѝ институции, отговарящи за военно-промишления комплекс, военните операции, гражданска защита и т.н. ДКО съществува от 1998 и е оглавявана от председател, заместник-председател и членове и се избира от Върховното народно събрание с 5-годишен мандат. По конституция тя командва въоръжените сили и има правото да свиква, основава и разпусква военни институции, да избира или отстранява висши военни фигури, да дава или отнема отличия и да мобилизира и обявява война. Третата най-висша институция е Министерството на народните въоръжени сили, което представлява триумвират от Генералния щаб, Общо политическо бюро и Командване по сигурността.
Сухопътните войски са организирани в 19 командвания, разпръснати из три ешелона – преден, междинен, и заден. Предният ешелон включва 1-ви, 2-ри, 4-ти и 5-и пехотни корпуса, разположени по дължината на Демилитаризираната зона. Те са подкрепени от отделните 620-и артилерийски корпус, въоръжен с тежки 170-милиметрови оръдия и залпови ракетни комплекси, 815-и бронетанков корпус, 820-и танков корпус и 806-и механизиран корпус. Последните три се намират на командната територия на 4-ти пехотен корпус. Междинният ешелон включва 3-ти и 7-и пехотен корпус, разположени съответно на западното и източното крайбрежие; на командната територия на 7-и корпус е разположен още един пехотен корпус, в близост до Уънсан. На запад се намира и Пхенянското отбранително командване. Задният ешелон е разположен в дълбоката северна част на страната и включва 8-и корпус на запад и 9-и на изток, заедно с 425-и механизиран корпус край Чхънджу и 108-и механизиран корпус край Оро. Общата сила на сухопътните войски е разпределена между девет пехотни корпуса, четири механизирани корпуса, танков корпус, артилерийски корпус, Пхенянско отбранително командване, командване на граничните войски и Бюро за обучение на лекопехотните войски. Това са общо 80 пехотни дивизии, 30 артилерийски бригади, 25 бригади за специални операции, 20 механизирани бригади, 10 танкови бригади и седем танкови полка.
Силите за специални операции (ССО), които понякога се считат за отделен клон на КНА, са с численост между 87 000 и 120 000 души, което ги прави най-големите в света. ССО са най-добре въоръженият, финансиран и обучен компонент на народната армия. Организирани са в 25 бригади и девет самостоятелни батальона и са под контрола на Министерството на народните въоръжени сили, което ги управлява чрез четири командвания:
- Разузнавателно бюро, което събира тактическа и стратегическа информация, изпраща екипи за неконвенционални бойни действия и директно управлява четири разузнавателни батальона и една бригада снайперисти;
- Бюро за обучение на лекопехотните войски, което директно командва четири лекопехотни бригади, три въздушно-десантни бригади и снайперска бригада;
- Военновъздушно командване, което командва две въздушно-десантни бригади от по 3500 души (причислени към състава на ВВС), заедно с флотилия от самолети Ан-2. Тези самолети са подходящи за проникване на вражеска територия, тъй като са способни да летят изключително ниско и с малка скорост;
- и Военноморско командване с две морски десантни бригади от снайперисти и около 260 десантни съда, включително 50 на въздушна възглавница.

Лекопехотните бригади, батальони и полкове имат за основна цел да нападат пунктове за управление и да подсигуряват евентуални точки на притискане от врага преди напредването на основната група войски. Снайперските бригади организират нападения, взривове и събират информация за врага. Специалните сили имат три основни цели – да ударят по фланговете стационарните защити на Южна Корея по ДМЗ, да отворят втори фронт в тила на врага и да провеждат тактическо и стратегическо разузнаване.
Военновъздушните сили са организирани в четири дивизии – 1-ва бойна, 2-ра бойна, 3-та бойна и 8-а учебна, и по-малки самостоятелни единици – вертолетна бригада, и 5-а и 6-а транспортни бригади. Командването на Военновъздушните сили е в Пхенян, и управлява не само военните, но и гражданските летателни апарати.
Военноморските сили са най-малките по численост и се състоят от две флотилии – Източна и Западна, които не са в състояние да провеждат съвместни операции. На двете крайбрежия оперират общо 12 ескадрона от разнообразни съдове в 19 военноморски бази и целта им е предимно защитаване на бреговата линия.

## Личен състав и оборудване
Общата численост на редовната Корейска народна армия е 1 106 000 души. Тя е подкрепена от 8 200 000 резервисти в няколко отделни „гвардии“, и 189 000 души в полувоенни формирования. Така на 1000 души население се падат 386,7 души общ военен персонал, 45 души редовен персонал на 1000, и общо 9 495 000 души в отбранителната институция, което прави Корейската народна армия най-голямата военна структура в света. Наборната служба започва на 17-годишна възраст и продължава минимум 10 години, обикновено до 30-годишна възраст. Частичната военна служба продължава до 60-годишна възраст.
Страната има масивна отбранителна мрежа, включваща над 11 000 подземни военни бази, от които 4000 са разположени в непосредствена близост до Демилитаризираната зона. Всички те са свързани с оптични кабели за комуникация, което прави проследяването на съобщенията, плановете и движението на отделните военни части невъзможно за врага.
Корейската народна армия страда от хроничен недостиг на горива, масла, резервни части и боеприпаси. Въпреки това натрупаните стратегически резерви възлизат на 1,5 милиона тона боеприпаси и 1,7 милиона тона горива, с които КНА може да води пълномащабна война в продължение на 100 дни. Хранителните резерви могат да изхранят армията в продължение на 500 дни в случай на война.

### Сухопътни войски
Сухопътните войски на Северна Корея са трети по големина в света с численост над 1 000 000 души и са най-големият компонент от Корейската народна армия. Около 70% от тях са разположени по Демилитаризираната зона, и са в състояние както да проведат офанзивна операция, така и да защитят страната от нападение. Сухопътните войски разполагат с най-големия артилерийски корпус в света. Учения се провеждат редовно на всички нива, но много по-често на полково, ротно или взводно ниво. Машини, използващи дефицитните за страната горива и масла, рядко се включват в учения, което може да причини трудности при интегрирането на формированията на ниво дивизия и корпус.
Сухопътните войски разполагат със следните видове и количество оборудване:
- 3700 танка (Покпхун-хо, Чхонма-хо, Т-62, Т-55/Тип 59, Тип 82, ПТ-76, Тип 63, Тип 62);
- 2100 бронирани бойни машини (БТР-152/40/50/60/80, БМП-1, VTT-323, Тип 63)
- 13 500 артилерийски системи (комплекси „Луна“, ракетни установки 107 – 240 mm калибър, оръдия от 100 – 170 mm калибър)
- 15 600 зенитно-артилерийски системи (14,5 – 100 mm[49] калибър)
- 1700 безокатни оръдия[43]
- 11 000 ПЗРК и противотанкови ракети[50]

### Военновъздушни сили
Корейските народни военновъздушни сили (КНВВС) са вторият по големина клон от КНА с общ състав от 110 000 души и над 1600 самолета и вертолета на активна служба. Около 40% изтребителите са разположени около Демилитаризираната зона. КНВВС разполагат с 20 стратегически военновъздушни бази и 70 резервни и аварийни бази в полубойна готовност. Кадрите се обучават главно в две академии – Военновъздушна академия „Ким Чхък“ в Чхънджин и Школата за въздушни офицери в Кьонсон. Дефицитът на гориво не подминава и военновъздушните сили, които тренират главно на симулатори, а годишният нальот на много от пилотите е малко над 10 часа. След 2010 година обаче започва да се забелязва значително увеличение на дневните полети на ВВС.
Военновъздушните сили разполагат със следните видове и количество оборудване:
- 780 изтребителя (МиГ-29, МиГ-23, МиГ-21, Чънду J-7, МиГ-19/Шънян J-6, МиГ-17/Шънян J-5)
- 154 бомбардировача (Ил-28, Су-25, Нанчан Q-5)
- над 300 вертолета (Ми-26, Ми-14, Ми-8/17, Ми-4, Ми-2, Ми-24)
- над 400 транспортни (Ан-2, Ан-24, Ил-62, Ил-76)
- 201 учебно-боеви самолета (Нанчан CJ-6, МиГ-15УТИ, Aero L-39)

В допълнение КНВВС са преработили поне един Ан-24 в самолет за Далечно радиолокационно откриване и управление, (ДРЛОУ/AWACS) и разполагат с различни видове безпилотни самолети, включително Ту-143 и MQM-107 Streaker. Военно-промишленият комплекс на страната е разработил летящи бомби на базата на втория вид. Северна Корея има една от най-добре защитените военновъздушни инфраструктури в света. Радарите са монтирани на издигащи се платформи, които могат да бъдат свалени под земята, а някои военновъздушни бази имат подземни писти. Противовъздушната отбрана разполага със 175 – 200 площадки за зенитно-ракетни комплекси, от които 1/3 са на постоянно бойно дежурство, 1/3 са в състояние да бъдат приведени в бойна готовност в кратки срокове, и 1/3 са фалшиви площадки с възможност да бъдат въоръжени с истински ЗРК. Зенитно-ракетните комплекси са разнообразни – голямо количество ПЗРК „Игла“ и „Стрела-2“, 179 комплекса С-75 Двина, 140 комплекса С-125, 40 комплекса С-200 неизвестен брой 2К12 Куб, Стрела-10 и 9К37 Бук. През май 2017 година е проведен втори успешен опит и е започнато серийно производство на зенитно-ракетния комплекс Понге-5, за който се предполага, че е местна разработка върху съветския С-300.

### Военноморски флот
Военноморските сили на Северна Корея са с най-малък приоритет и имат личен състав от 60 000 души. Две флотилии с общо 1000 плавателни съда са разположени на двата бряга на страната, но не провеждат съвместни операции. Повечето кораби са корвети, торпедни лодки и ракетни катери (проект 205 „Москит“ и други). Най-силният компонент са бързите катери с управляеми противокорабни ракети. Около 60% от съдовете са разположени на юг от линията Пхенян-Уънсан.
Северна Корея разполага с най-големия подводен флот в света, състоящ се от 60 подводници проект 633, клас Сан-О и клас „Юго“. Те са способни да атакуват по-големи кораби, товарни флотилии, да минират стратегически сектори и да спускат водолази в дълбокия тил на врага.
В началото на 1990-те години Северна Корея купува общо 12 подводници проект 641 и проект 629 като скрап. Според някои анализатори, подводниците от втория тип са били или възстановени и влезли на въоръжение като ракетоносци, или ракетните им шахти са били преработени и монтирани на кораби или други подводници.
Бреговата отбрана се състои от над 250 нормални и укрепени противокорабни артилерийски гнезда, въоръжени със 122 и 152-милиметрови оръдия, и два дивизиона с противокорабни ракети П-15 Термит и „Копринена буба“, по един за всяко крайбрежие.

### Резервисти
Северна Корея е изградила обширна военна организация, в която участват над девет милиона души, или повече от 1/3 от общото население на страната. Резервистките служби се делят на четири основни типа – Младежка червена гвардия, Резервно военно-тренировъчно формирование, Работническо-селска червена гвардия и полувоенни организации.
За много севернокорейци военната служба започва в последните години на гимназиалното образование чрез присъединяване към Младежката червена гвардия. В нея членуват около 940 000 момичета и момчета на възраст между 14 и 17 години. В рамките на учебната година те преминават през 450 часа военно обучение в клас и по една седмица полево обучение за всеки семестър. Военното обучение е съсредоточено върху основите на службата в армията, физическо възпитание, военно-церемониални практики и етикет, първа помощ и боравене с оръжие.
Резервното военно-тренировъчно формирование (РВТФ) е наличният резерв на Корейската народна армия. То включва приблизително 620 000 войници в 37 запасни дивизии. Обикновено след завършване на средно образование 17-годишните младежи се включват към Резервното формирование ако не карат наборна служба в редовната войска. В него се включват и войници, завършили наборната си служба. Мъже на възраст между 17 и 45 години и жени на възраст между 17 и 30 години могат да участват в Резервното формирование. Дивизиите са под контрола на Министерството на народните въоръжени сили, а мобилизацията им е отговорност на Бюрото за мобилизация и логистика към Генералния щаб. Дивизиите ежегодно провеждат 30 дни мобилизационно обучение и 10 дни обучение в самоотбрана. Дължината на службата в РВТФ компенсира сравнително кратките тренировки, сплотява личния състав и изгражда адекватна и боеспособна военна сила. Дивизиите са оборудвани като редовни въоръжени сили, но въоръжението е по-старо – картечни пистолети ППШ-41 (Тип 49, местно производство), ДП (Тип 53, китайско производство), РПГ-2 и други.
Работническо-селската червена гвардия (РСЧГ) е с най-много членове – близо 6 000 000 – и е най-големият компонент от резервните сили. Обикновено на 46-годишна възраст мъжете се прехвърлят от РВТФ в Червената гвардия, където служат до 60-годишна възраст, по този начин приключвайки 46-годишна военна служба. Гвардията е организирана на роти, причислени към фабрики, мини, стопанства и села. Нейната функция е да осигурява отбраната на вътрешния фронт, противовъздушна отбрана и логистична подкрепа за другите войски. В допълнение, в случай на война РСЧГ може да бъде мобилизирана да попълва състава на РВТФ и редовните войски. Червената гвардия провежда 15 дни мобилизационно обучение и 15 дни самоотбрана годишно, и е въоръжена с автомати, картечници, минохвъргачки и зенитно-артилерийски системи.
Още над 420 000 души служат в полувоенни формирования, като Министерството на народната сигурност, Гвардейското командване (охрана на държавния глава), Гимназиални учебни отряди, и т.нар. „Младежки ударни бригади за скоростна битка“. Гимназиалните учебни отряди са свързани с офицерския корпус и осигуряват попълване на офицерския състав, а Ударните бригади са военно-работнически формирования, предназначени да изградят „надеждни наследници на революцията“.

### Стратегически и асиметрични операции
От 1970-те години насам Северна Корея активно работи по програма за балистични ракети и оръжия за масово поразяване в опит да изгради стратегически боен капацитет. Стратегическите ракетни сили са организирани в Бюро за артилерийска навигация, което разполага с около 600 ракети тип Хвасон, 200 ракети тип Родон и 50 или по-малко ракети Мусудан и Тепходон. КНА разполага със средства за проектиране на военна сила – по въздух може да разположи отвъд територията на страната до 6000 души специални сили, а по вода – до 15 000 души. Не е изключено търговски кораби да пренасят балистични ракети, като по този начин КНА е в състояние да нанася удари от различни точки на Тихия океан.
След неуспешни опити да се сдобие с ракети „земя-земя“ от Китай и СССР, правителството на КНДР се обръща към Египет, откъдето получава няколко ракети Р-300 SCUD-B, чието производство е усвоено чрез обратна разработка. Първите успешни изпитания са проведени през 1984 година, след което ракетата е приета на въоръжение и се произвежда серийно под названието Хвасон-5. По това време Северна Корея установява близки отношения с Иран и изнася свои ракети и технически знания в полза на иранските въоръжени сили по време на войната с Ирак.
Впоследствие е разработена Хвасон-6 с обсег 500 километра, чийто успешно пробно изстрелване е осъществено през 1990 година от ракетната база Мусудан-ри. По този начин КНДР е в състояние да удари цели по цялата територия на Южна Корея. През 1993 са осъществени първите изпитания на Хвасон-7, чрез която КНА може да нанася удари по Япония, а до края на 1990-те е започната работа по ракети със среден обсег – от 2000 до 5000 километра. В следващите години са проведени изстрелвания на Тепходон-1 и Тепходон-2 с цел изнасяне на космически спътници в орбита, но САЩ, Южна Корея и редица други държави настояват, че това са изпитания на междуконтинентални балистични ракети. Подобни космически изстрелвания се случват с ракети Унха-2 и Унха-3, съответно през 2009 и 2012. През 2003 година Северна Корея се сдобива с нова ракета – Мусудан, базирана на съветската Р-27. Нейният обсег е между 2500 и 4000 километра, а през 2017 година успешно е тествана първата севернокорейска междуконтинентална ракета – Хвасон-12.
Настоящите ракети на КНДР са:
- KN-02 с обсег 120 – 160 километра;
- Хвасон-5 с обсег 300 километра;
- Хвасон-6 с обсег 500 километра;
- Хвасон-7 с обсег 1500 километра;
- Мусудан с обсег 2500 – 4000 километра
- Хвасон-12 с обсег над 10 000 километра;

Северна Корея притежава и голям арсенал от неконвенционални оръжия. Към 2010 арсеналът ѝ от химически агенти се оценява на 2500 до 5000 тона, сред разработваните бойни вещества са зарин, хлороацетофенон, водороден цианид, горчични газове и VX, като най-силно застъпени са невропаралитичните зарин и VX. Корейската народна армия е способна да използва тези агенти чрез балистични ракети, бомбардировачи и обикновена артилерия. Информацията относно програмата за биологични оръжия е оскъдна и не е сигурно дали КНДР притежава такива. Преполагаемите биологични агенти за военни цели са холера, антракс, едра шарка и жълта треска, правени са изследвания върху птичи грип и тежък остър респираторен синдром (ТОРС).
Ядрената програма е стартирана в края на 1950-те години. През 1959 КНДР и СССР сключват споразумение за провеждане на геологически проучвания с намиране на подходящо място за реакторна площадка. Основният ядрен център се намира в Йонбьон и е създаден през 1962. Той има повече от 100 сгради и е в центъра на оръжейната ядрена програма. Предполага се, че КНДР разполага с до 10 готови плутониеви атомни бомби, или с материал – обогатен уран и плутоний – за 12 до 27 ядрени оръжия. Според анализи на производствените мощности за обогатен уран и плутоний, до 2016 година КНА може да има материал за 48 оръжия.
С икономическия упадък от 1980-те години насам Южна Корея придобива технологично превъзходство над Корейската народна армия. В отговор КНДР разработва методи за водене на асиметрична война. Тези средства включват хакерски военни поделения. Според южнокорейското министерство на отбраната, хилядите кибервойници на КНДР са едни от най-добрите в света, равни или по-добри от южнокорейските и китайските. Корейската народна армия използва и редица други технологии за водене на асиметрична война, включително противорадарни покрития за наземно оборудване, човешки торпеда, противопехотни ослепяващи лазери, заглушители на GPS-системи с обсег до 50 километра и електромагнитни импулсни бомби.